# Chiesa di San Bernardo (Poschiavo)

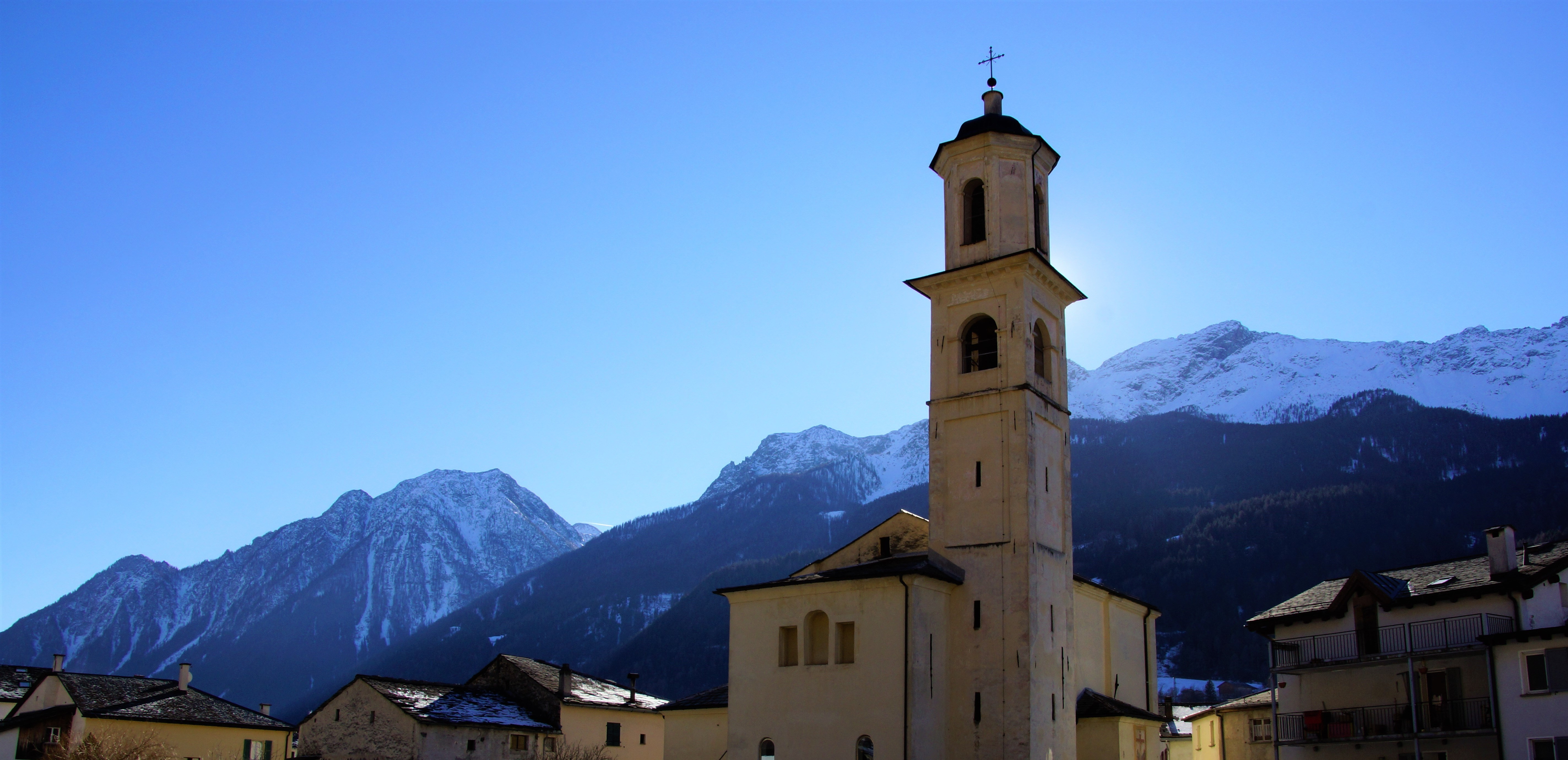

La chiesa di San Bernardo è un edificio religioso che si trova a Prada, frazione del comune di Poschiavo.

## Storia
La struttura viene citata per la prima violta in documenti storici risalenti al 1589. Nel 1639 venne completamente ricostruita e subì alcuni rinnovamenti negli anni 1935 e 1965. Il campanile è del 1681.
Prada, il cui nome deriva certamente da prato, poiché si trova al principio delle grandi praterie che si estendono per una lunghezza di un paio di chilometri fino al lago di Poschiavo, è una borgatella distante circa due chilometri da Poschiavo. Prada assieme alle frazioni di Alto, Annunziata e Pagnoncini forma una Parrocchia cattolica sul territorio del comune politico di Poschiavo. La contrada è popolata ora da circa 545 abitanti (comprese le frazioni di Annunziata e Pagnoncini). Poco prima dell'erezione della chiesa di San Bernardo (costruita nel 1639), precisamente nel 1624, contava ben 69 famiglie.

## Descrizione
La chiesa ha una pianta a unica navata, sui cui fianchi si aprono due cappelle laterali, quella di sinistra dedicata al Sacro cuore di Maria e quella a destra dedicata al pio transito di San Giuseppe e sormontata da una volta a botte.